# 荣昌猪
荣昌猪是中国猪的地方品种。
荣昌现有品种标准《GB/T 7223—2008 荣昌猪》（替代《GB/T 7223—1987 荣昌猪》）。1986年，荣昌猪列入《中国猪品种志》。2000年，列入《国家畜禽品种保护名录》。2006年，列入《国家畜禽遗传资源保护名录》。

## 品种起源
原产重庆市荣昌县和四川省隆昌县。

## 品种特征
荣昌猪全身绝大部分为白色，两眼四周有黑斑。按毛色特征分为 “单边罩”、“金架眼”、“小黑眼”、“大黑眼”、“小黑头”、“大黑头”、“飞花”、“两头黑”、“铁嘴”、“洋眼” 等。